# Кезидкурья
Кезидкурья (Кезид-Курья) — река в России, протекает по Республике Коми. Устье реки находится в 701 км по левому берегу реки Вычегда. Длина реки составляет 13 км.

## Данные водного реестра
По данным государственного водного реестра России относится к Двинско-Печорскому бассейновому округу, водохозяйственный участок реки — Вычегда от истока до города Сыктывкар, речной подбассейн реки — Вычегда. Речной бассейн реки — Северная Двина.
Код объекта в государственном водном реестре — 03020200112103000016064.